# 일본의 정당
일본의 정당은 크게 이념에 따라 다음과 같이 구분된다. 이러한 구분은 1955년 이후 역코스라고 불리는 일본정치의 보수화 이후에 나온 구분이다. 이 외에도 많은 정당과 지역정당이 존재한다.

## 의회에 의석을 가진 정당 목록
- 정당 소속 인원 수와 원내회파의 소속 수는 일치하지 않다.
- 굵은 글씨는 여당들이다.

| 정당        | 정당            | 대표              | 중의원 | 참의원 | 합계 |
| ----------- | --------------- | ----------------- | ------ | ------ | ---- |
|             | 자유민주당      | 이시바 시게루     | 262    | 119    | 381  |
|             | 입헌민주당      | 노다 요시히코     | 97     | 39     | 136  |
|             | 일본유신회      | 요시무라 히로후미 | 41     | 21     | 62   |
|             | 공명당          | 사이토 데쓰오     | 32     | 27     | 59   |
|             | 일본공산당      | 다무라 도모코     | 10     | 11     | 21   |
|             | 국민민주당      | 다마키 유이치로   | 10     | 10     | 20   |
|             | 레이와 신센구미 | 야마모토 다로     | 3      | 5      | 8    |
|             | 사회민주당      | 후쿠시마 미즈호   | 1      | 1      | 2    |
|             | 함께 만드는 당  | 다치바나 다카시   | 0      | 2      | 2    |
|             | 참정당          | 가미야 소헤이     | 0      | 1      | 1    |
|             | 무소속          | 무소속            | 7      | 12     | 19   |
|             | 공석            | 공석              | 2      | 0      | 1    |
| 합계 (총합) | 합계 (총합)     | 합계 (총합)       | 465    | 248    | 713  |

- 2022년 9월 27일 기준

## 시의회에서 의석을 가진 정당 목록
이의 경우 정치 단체가 되며, 정당이 아니게 된다.
- 일본을 건강하게 하는 모임 (日本を元気にする会) - 제한된 정부, 직접민주주의를 지향하는 정당으로 2015년 모두의 당에 속해있던 무소속 의원들이 조직하였다.
- 신사회당 (新社会党) - 일본사회당에서 이탈한 좌파 정당으로 1996년 창당하였다.
- 녹색당 (緑の党グリーンズジャパン) - 2012년 창당한 녹색당으로 2008년 좌파성향의 무지개와 녹색과 보수성향의 일본 녹색당과 합당한 녹색당의 후신이다.
- 오사카 유신회 (大阪維新の会) - 오사카시의 지역주의 정당으로 하시모토 도루가 오사카와 사카이를 오사카 구부로 만드는 것을 주장하였고, 2015년에는 일본 유신회와 자매정당 격으로 제휴하고 있다.
- 도민퍼스트회 (都民ファーストの会) - 도쿄도의 지역주의 정당으로 도쿄도지사 고이케 유리코를 중심으로 창당하였다. 2017년 도쿄도의회 선거에서 무려 49석을 흭득하여 돌풍을 일으켰고, 고이케는 후에 희망의 당을 창당하게 된다.
- 오키나와 사회대중당 (沖縄社会大衆党) - 1950년 류큐 열도 미국민정부에서 창당하였으며, 1972년 오키나와 내 좌익정당들이 일본공산당에 통폐합되었으나 사회대중당은 오키나와의 지역 정당으로 유지하게 되었다.
- 오키나와 혁명 정치그룹 (政党そうぞう) - 오키나와의 지역정당으로 사회대중당과는 달리 보수주의를 지향한다. 전 자민당 의원이었던 시모지 미키오가 신공명당 (공명당)과 자민당의 연정에 반발하여 탈당하였고 이 당을 창당하였다. 창조당이라고 부른다.
- 가리유시 클럽 (かりゆしクラブ) - 오키나와의 지역정당으로 이 당은 류큐 독립운동을 추구한다.

## 소규모 정당
- 입헌양정회 (立憲養正会)
- 제2원 구락부 (第二院クラブ)
- 샐러리맨 신당 (サラリーマン新党)
- 행복실현당 (幸福実現党) - 2009년 행복의 과학에 의해 창당
- 아이누 민족당 (アイヌ民族党) - 2012년 아이누족에 의해 창당

## 기타 정당
- 일본혁명적공산주의동맹 (日本革命的共産主義者同盟)
  - 혁명적공산주의자동맹 전국위원회 (革命的共産主義者同盟全国委員会)
  - 일본혁명적공산주의자동맹 혁명적마르크스주의파 (日本革命的共産主義者同盟革命的マルクス主義派)
- 국가사회주의 일본 노동자당 (国家社会主義日本労働者党)
- 국민당 (国民党)
- 여성당 (女性党)
- 유신정당 신풍 (維新政党・新風)
- 도쿄 티당
- 일본제일당 (日本第一党)

## 같이 보기
- 일본의 정치
- 정당
- 일본의 우익단체